# 紀元前551年
紀元前551年（きげんぜん551ねん）は、西暦（ローマ暦）による年。紀元前1世紀の共和政ローマ末期以降の古代ローマにおいては、ローマ建国紀元203年として知られていた。紀年法として西暦（キリスト紀元）がヨーロッパで広く普及した中世時代初期以降、この年は紀元前551年と表記されるのが一般的となった。

## 他の紀年法
- 干支 : 庚戌
- 日本
  - 皇紀110年
  - 綏靖天皇31年
- 中国
  - 周 - 霊王21年
  - 魯 - 襄公22年
  - 斉 - 荘公3年
  - 晋 - 平公7年
  - 秦 - 景公26年
  - 楚 - 康王9年
  - 宋 - 平公25年
  - 衛 - 殤公8年
  - 陳 - 哀公18年
  - 蔡 - 景侯41年
  - 曹 - 武公4年
  - 鄭 - 簡公15年
  - 燕 - 文公4年
  - 呉 - 諸樊10年
- 朝鮮
  - 檀紀1783年
- ユダヤ暦 : 3210年 - 3211年

## できごと

### 中国
- 鄭の子産が晋に赴いた。
- 晋の欒盈が楚から斉に移った。
- 晋の平公・斉の荘公・魯の襄公・宋の平公・衛の殤公・鄭の簡公・曹の武公・邾の悼公らが沙随で会合した。
- 楚の康王が令尹の子南（公子追舒）を殺害し、観起を車裂に処した。
- 楚で蔿子馮が令尹に、公子齮が司馬に、屈建が莫敖に任じられた。

## 誕生
- 孔子の生年月日を紀元前551年9月28日（新暦換算）とする説がある。孔子#出自を参照。

## 死去
- 公孫黒肱 - 鄭の卿